# Chinatown, yellow moon og den sorte fugl
Chinatown, yellow moon og den sorte fugl er det tredje studiealbum fra den danske rockmusiker Johnny Madsen, udgivet i 1987.

## Numre
1. "Chinatown, yellow moon og den sorte fugl" – 3:45
2. "Heroes" – 3:52
3. "Halgal halbal" – 3:06
4. "Billy og Villy" – 3:08
5. "En sølvmåge lander..." – 6:11
6. "Vilde Villy" – 3:29
7. "Søndag" – 4:11
8. "Radiostationen" – 3:50
9. "Snedkertøsen" – 	3:38
10. "Digt fra vest" – 2:28